# Лева коалиција
Лева коалиција је била коалиција левичарско-националистичких политичких странака у Србији за парламентарне изборе у Југославији 1996. године, а затим опште изборе у Србији 1997.

## Историја
Коалицију су чиниле Социјалистичка партија Србије (СПС), Југословенска левица (ЈУЛ) и Нова демократија (НД). Предводио ју је Слободан Милошевић, вођа СПС-а, али су главни актери, поред њега, били Мира Марковић, вођа ЈУЛ-а и Душан Михајловић, вођа НД-а. После избора 1997. формирала је коалициону владу са Српском радикалном странком (СРС). 1998. НД је напустио коалицију, а након пораза на општим изборима у Југославији 2000. године, Лева коалиција је распуштена.

## Чланице
| Назив | Назив                         | Скраћеница | Вођа               | Главна идеологија       | Политичка позиција     | Чланство   | Посланици (1997) |
| ----- | ----------------------------- | ---------- | ------------------ | ----------------------- | ---------------------- | ---------- | ---------------- |
|       | Социјалистичка партија Србије | СПС        | Слободан Милошевић | демократски социјализам | левица                 | 1994—2000. | 85 / 250         |
|       | Југословенска левица          | ЈУЛ        | Мира Марковић      | комунизам               | крајња левица          | 1994—2000  | 20 / 250         |
|       | Нова демократија              | НД         | Душан Михајловић   | либерализам             | центар до левог центра | 1994—1998. | 5 / 250          |